# Karl Lilienthal
Karl Lilienthal (* 24. Juni 1858 in Steinheim; † 25. Oktober 1935 in Berlin) war ein deutscher Reichsgerichtsrat.

## Leben
1879 wurde der Preuße Lilienthal vereidigt. Er war promoviert. 1891 wurde er Amtsrichter und 1892 Landrichter. 1899 ernannte man ihn zum Landgerichtsrat. 1904 wurde er zum Kammergerichtsrat befördert. 1910 kam er an das Reichsgericht. Er war im V. und im II. Zivilsenat tätig. Er trat 1926 in den Ruhestand. Nach 1933 galt er als Jurist jüdischer Herkunft.